# Territorial Decoration

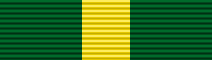
Ruban de la Territorial Decoration.

La Territorial Decoration ou Médaille territoriale est une décoration militaire créé le 29 septembre 1908 sous le règne de George V dans le cadre de la réforme des forces de la Réserve et attribuée aux officiers de la Territorial Force britannique en récompense des services volontaires sous conditions de durée. En 1999 elle a été remplacée par la Volunteer Reserves Service Medal, attribuée pour tous les grades.
Les titulaires avaient le droit aux lettres post-nominales T.D..
Le plus célèbre récipiendaire est certainement Sir Winston Churchill qui reçut cette décoration le 18 octobre 1920.